# Krasnosielskaja
Krasnosielskaja (ros. Красносельская – Czerwonowiejska) – stacja moskiewskiego metra na linii Sokolniczeskiej. Zaprojektowana przez B. Wileńskiego i W. Jerszowa, jest stacją płytko położoną ze sklepieniem opartym na kolumnach. Pierwotna nazwa projektu brzmiała: Gawrikowa Ulica.  Była to jedna ze stacji pierwszej linii metra, otwartej 15 maja 1935. 